# Alonso Solís
Jorge Alonso Solís Calderón (San José, 14 de octubre de 1978), conocido como Alonso Solís es un exfutbolista, cantante y presentador de televisión costarricense. Además ha realizado ocupaciones como presentador en los programas deportivos "VIS10N"  TD+, Radio Columbia y Conexión Fútbol. Actualmente dirige a Aserrí F. F. de la Segunda División Femenina de Costa Rica.

## Trayectoria
Alonso jugó como centrocampista, debutó en la categoría mayor en la temporada 1995 - 1996, con el Deportivo Saprissa y también hizo sus ligas menores en este club.  Jugó también para la Universidad Católica de Chile, el OFI Creta de Grecia, el SK Brann de Noruega y el Necaxa de México, y jugó dos mundiales menores y una eliminatoria para un mundial mayor con la Selección de fútbol de Costa Rica.
Solís forma parte de una familia de mariachis, de ahí el origen de su apodo, El mariachi Solís.

## Carrera deportiva
Jugó 11 temporadas en la Primera División de Costa Rica. Su primer gol lo marcó el 13 de abril de 1997 a la Asociación Deportiva Carmelita. En 2006-2007 fue campeón goleador del fútbol costarricense con 16 anotaciones. En total, marcó 93 goles en el fútbol costarricense. Con el Deportivo Saprissa, ganó 8 títulos de la Primera División: 1998-1999, 2003-2004, 2005-2006, 2006-2007, Invierno 2007, Verano 2008, Invierno 2008 y Verano 2010. Fue, además, campeón de la CONCACAF con el Saprissa en 2005.
Tuvo una destacada participación en el Mundial de Clubes disputado en Japón el año 2005 con el Deportivo Saprissa donde logró el tercer lugar.
En 2007, formó parte importante de la Selección Nacional que participó en el proceso eliminatorio para Sudáfrica 2010. A nivel menor jugó el Mundial Sub-17 de Ecuador y el Mundial Juvenil de Malasia de 1997, donde marcó un gol. Logró anotar 8 goles en total con la Selección de Costa Rica a nivel mayor.
Se caracterizó por su desempeño como volante ofensivo o delantero, y ser muy desequilibrante gracias a la técnica de su pierna izquierda. Mirada al frente, pelota al pie, gusta de limpiar el camino de rivales en su ruta al gol, los cuales ha conseguido con ambas piernas.
Para el Torneo Clausura 2008 de México, luego de la lesión del argentino Walter Gaitán, pasa a préstamo con opción de compra al equipo Necaxa, marcó un gol.
Luego de haber sufrido una lesión que lo dejó por más de un año y 10 meses fuera de las canchas, regresó, el 10 de octubre del 2010. Marcó en su regreso dos goles ante Limón FC en los últimos 15 minutos del partido. También llegó a anotar un gol más en ese mismo torneo del Invierno 2010, en esta ocasión, en la visita al Municipal Pérez Zeledón en la cual el equipo morado terminaría perdiendo por marcador de 4-3.
Para el Verano 2011, la participación de Solís en el equipo fue ténue, no disputó la mayoría de los encuentros y sus apariciones no eran tan determinantes como lo fueron antes. Solamente llegó a anotar 2 goles en total con el equipo en esos 6 meses: el primero en contra de San Carlos en la fecha inaugural del certamen de Primera División, que resultó en victoria de su escuadra por 3-0, y el segundo fue marcado en las semifinales de la Liga de Campeones de la CONCACAF ante el Real Salt Lake de la MLS por medio de un cobro de penal; partido que los tibaseños ganaron por 2-1 en el Estadio Saprissa pero no fue suficiente para avanzar porque en la ida, el conjunto estadounidense había ganado por dos goles de diferencia.
Alonso Solís fue todo un ícono en la institución saprissista por ser un jugador carismático con la afición, además de muy técnico, habilidoso y desequilibrante con el balón.
Anunció su retiro el 17 de julio del 2012, debido a no encontrar club para la siguiente temporada. Con esto concluyó una carrera futbolística de 17 años en donde jugó solo para el Deportivo Saprissa en su país y en la Universidad Católica de Chile, OFI Creta de Grecia y SK Brann de Noruega.
En junio de 2015 fue presentado como nuevo refuerzo del Puntarenas FC de la Segunda División de Costa Rica junto a José Luis López y a Walter Centeno, este último como entrenador en sustitución de Luis Diego Arnáez

## Otras actividades
Durante la inactividad futbolística motivada por su lesión, formó una banda musical llamada "Leyenda", de la cual es actualmente la voz principal y guitarrista. En 2010 lanzó al mercado el álbum Sueño Real, que contiene diez temas originales de la agrupación, ocho de ellas de su autoría.
En el 2016 es presentador de un programa de televisión  llamado "De boca en boca", de Teletica canal 7. Actualmente se dedica a un programa que tiene en las redes sociales llamado VIS10N del 10 y presentador de otro programa llamado Conexión Fútbol

## Clubes

### Como jugador
| Club                   | País       | Año         |
| ---------------------- | ---------- | ----------- |
| Deportivo Saprissa     | Costa Rica | 1995 - 1999 |
| Universidad Católica   | Chile      | 1999        |
| OFI Creta              | Grecia     | 2000 - 2001 |
| Deportivo Saprissa     | Costa Rica | 2001 - 2002 |
| SK Brann (Préstamo)    | Noruega    | 2002 - 2003 |
| Deportivo Saprissa     | Costa Rica | 2003 - 2008 |
| Club Necaxa (Préstamo) | México     | 2008        |
| Deportivo Saprissa     | Costa Rica | 2008 - 2011 |
| Durgapur vox champions | India      | 2012        |
| Generación Saprissa    | Costa Rica | 2013        |
| Puntarenas F.C         | Costa Rica | 2015        |
| Municipal Grecia       | Costa Rica | 2017        |

### Como entrenador
| Club               | País       | Año  |
| ------------------ | ---------- | ---- |
| Municipal Garabito | Costa Rica | 2022 |

## Palmarés

### Títulos nacionales
| Título                         | Equipo             | País       | Año     |
| ------------------------------ | ------------------ | ---------- | ------- |
| Primera División de Costa Rica | Deportivo Saprissa | Costa Rica | 1995    |
| Primera División de Costa Rica | Deportivo Saprissa | Costa Rica | 1998    |
| Primera División de Costa Rica | Deportivo Saprissa | Costa Rica | 2004    |
| Primera División de Costa Rica | Deportivo Saprissa | Costa Rica | 2006    |
| Primera División de Costa Rica | Deportivo Saprissa | Costa Rica | 2007    |
| Primera División de Costa Rica | Deportivo Saprissa | Costa Rica | 2007    |
| Primera División de Costa Rica | Deportivo Saprissa | Costa Rica | 2008    |
| Primera División de Costa Rica | Deportivo Saprissa | Costa Rica | 2010    |
| Segunda División de Costa Rica | Municipal Grecia   | Costa Rica | 2016-17 |

### Títulos internacionales
| Título                           | Equipo                  | Sede                                 | Año  |
| -------------------------------- | ----------------------- | ------------------------------------ | ---- |
| Copa de Campeones de la Concacaf | Deportivo Saprissa      | Concacaf                             | 1995 |
| Torneo Grandes de Centroamérica  | Deportivo Saprissa      | Centroamérica                        | 1998 |
| Copa Interclubes de la UNCAF     | Deportivo Saprissa      | Centroamérica                        | 2003 |
| Copa Centroamericana             | Selección de Costa Rica | Panamá                               | 2003 |
| Copa Centroamericana             | Selección de Costa Rica | Guatemala                            | 2005 |
| Copa de Campeones de la CONCACAF | Deportivo Saprissa      | Norteamérica, Centroamérica y Caribe | 2005 |
| Copa Centroamericana             | Selección de Costa Rica | El Salvador                          | 2007 |